# Srbské národní muzeum
Národní muzeum (v srbské cyrilici Народни музеј) je hlavní muzeum v Srbsku. Sídlí v Bělehradě, na Náměstí republiky v historické budově. Založeno bylo v květnu 1844 rozhodnutím Jovana Steriji Popoviće[zdroj?] a dodnes je nejstarší institucí svého druhu, která v zemi působí.
Muzeum mělo shromažďovat exponáty především z oblasti venkova - v době svého vzniku, kdy neslo název Museum serbski (v srbské cyrilici Мусеум сербски') mělo jen sotva několik desítek exponátů. Jednalo se především o staré peníze, různé dokumenty, jako např. smlouvy a charty. V době vzniku Národního muzea bylo zřízení této instituce kritizováno. Ozývaly se hlasy, že je muzeum jako takové zbytečné a že by mělo být zrušeno.[zdroj?]
Muzeum bylo zřízeno společně s knihovnou (Národní knihovna), která však byla v druhé polovině 19. století od muzea samotného oddělena.
Návštěvníkům nabízí pohled na více než 400 000 exponátů. Mj. se zde nachází také rukopis Miroslavljevo jevanđelje (Miroslavovo evangelium). Muzeum má značnou sbírku domácího i jugoslávského umění a dodnes i značnou sbírku numismatickou. Zastoupena jsou rovněž i díla zahraničních (francouzských) autorů. V současné budově, která původně sloužila pro Hypoteční banka, sídlí muzeum od roku 1952. Již několik let je však tato budova v dlouhodobé rekonstrukci.